# Kwas fosfonowy
Kwas fosfonowy, kwas fosforawy (nazwa Stocka: kwas ortofosforowy(III)), H
3PO
3 – nieorganiczny związek chemiczny, kwas tlenowy, zawierający fosfor na III stopniu utlenienia.
Czysty kwas fosfonowy to w temperaturze pokojowej białe, krystaliczne ciało stałe, bardzo dobrze rozpuszczalne w wodzie. Ma lekkie właściwości redukujące. Bezwodnikiem kwasu fosforawego jest heksatlenek tetrafosforu (P
4O
6). Sole i estry kwasu fosfonowego to fosforyny lub H-fosfoniany.
Kwas fosfonowy otrzymuje się poprzez hydrolizę bezwodnika lub trichlorku fosforu (PCl
3). Reakcja kwasu fosfonowego z czynnikami kondensującymi (np. z chlorkiem piwaloilu) prowadzi do powstania kwasu difosfonowego, będącego łagodnym czynnikiem fosfonylującym alkohole i aminy.

## Tautomeria kwasu fosfonowego
Występuje w dwóch formach tautomerycznych. Forma główna (>99%) to forma fosfonowa (H-fosfonianowa):
Ze względu na trwałość formy fosfonowej jest kwasem dwuprotonowym, o mocy porównywalnej do kwasu fosforowego.